# 福島第一原子力発電所事故の経緯 (2011年4月以降)
福島第一原子力発電所事故の経緯 (2011年4月以降)（ふくしまだいいちげんしりょくはつでんしょじこのけいい 2011ねん4がついこう）では、2011年（平成23年）3月11日に日本で発生した東北地方太平洋沖地震（東日本大震災）によって引き起こされた福島第一原子力発電所事故の経緯・経過のうち、2011年4月1日以降について詳述する。

## 2011年

### 4月上旬

#### 1日
この日の午後、敷地の一部に、放射能を含んだ粉塵などの飛散を防止する合成樹脂を試験的に、約400リットル散布した（4月5日、4月6日にも実施）。15時58分、アメリカ軍のはしけ船からろ過水タンクへ淡水の移送を開始。また、東京電力は静岡市の所有する人工浮島、メガフロートを譲り受け、汚染水を一時貯蔵する方針を明らかにした。

#### 2日
1号機 - 4号機で、タービン建屋の照明の一部が復旧。2号機では取水口付近の電源ケーブル用ピット内に長さ約20cmの亀裂を発見。この亀裂から、海に汚染水が流れ込んでいることが発覚。コンクリートで止水処置を試みるが、顕著な効果は見られず、引き続き止水を試みることとなった。

#### 3日
12時18分、1 - 3号機の原子炉圧力容器に真水を注入する仮設ポンプの電源が、電源車から外部電源に切り替えられた。
13時47分、2号機ピット亀裂からの汚染水の流出を防ぐため、ピットに吸水ポリマー、オガクズなどを投入したが、止水には至らなかった。
17時14分から22時16分まで、4号機使用済み核燃料プールにコンクリートポンプ車で放水。
また、これまで4号機タービン建屋内で行方不明となっていた東京電力社員2人が3月30日午後3時ごろ発見され、死亡が確認されたことが3日明らかとなった。津波に巻き込まれたものとみられている。

#### 4日
7時08分、2号機ピット亀裂からの漏水につき、汚染水の流出経路を特定するため立て坑に乳白色の粉末（バスクリン）13kgを投入したが、11時を過ぎても着色水は亀裂からは出ず、経路の特定には至らなかった。
11時05分から13時37分まで、2号機使用済み核燃料プールに仮設ポンプによる注水、17時03分、3号機2号機使用済燃料プールにコンクリートポンプ車による注水作業を行った。
また19時03分より、集中廃棄物処理施設に2号機タービン建屋およびトレンチに滞留している高いレベルの放射性廃液を受け入れるためのやむを得ない措置として、低レベル放射性廃液の海洋投棄を開始。5号機、6号機のサブドレンピット内のもの（延べ1500トン）と、集中廃棄物処理施設の1万トンが対象であり、5日間をかける予定としている。今回投棄する放射性廃液の放射能は約1700億ベクレルである。

#### 5日
東京電力は、放射線に汚染された水が亀裂から海に直接流出している2号機ピット付近で4月2日に採取した海水から、濃縮限度の750万倍の放射性ヨウ素131などが検出されたと発表した。
14時15分、2号機ピット亀裂からの漏水の流出経路特定のため、ピット下の砕石部にトレーサー（着色用粉末）を投入したところ、亀裂からの水にトレーサーが含まれていることを確認、凝固剤を注入するなどして止水作業を継続した。
また、この事故に対応するため、5日までにアメリカ海兵隊の核兵器・生物兵器、化学兵器などの対応を専門とする特殊部隊、CBIRF（シーバーフ）の隊員約150名が在日米軍横田基地に到着。陸上自衛隊の中央特殊武器防護隊との連携を開始した。
気象庁が、国際原子力機関 (IAEA) へ提供している東京電力福島第一原発の事故に関する放射性物質の拡散予測の、存在と内容を公表した。存在と内容の公表は、枝野幸男官房長官の指示による。この放射性物質の拡散予測は、世界気象機関  (WMO) が1986年のチェルノブイリ原発事故を受けて作った枠組みに基づき、IAEAからの要請に応じる形で実施している。拡散予測の計算は2011年3月11日9時30分 (UTC) 以降、IAEAの指定する放出条件（実際に観測された放射線量等は反映されていない）に基づいて不定期に行なわれており、算出された予測結果はIAEAへと提供されている。計算の分解能は100kmメッシュ。「日本国内において避難活動等といった対策判断を行う目的に用いるには分解能が極めて粗く、参考にはならない」旨の注記がなされている。

#### 6日
東京電力は、放射線量などの測定の結果、各原子炉の燃料棒について、1号機は400本の内の約70%、2号機は548本の内の約30%、3号機は548本の内の約25%が損傷している、との推計を発表。22時30分からは、原子炉圧力容器のバウンダリ（圧力を保ったり、放射能の拡散を防止するための機構）が損傷していると見られる1号機において、水素爆発の危険を除くために窒素を注入・封入することで原子炉格納容器内の水素を排出する作業（N2パージ）が行われた（万一窒素封入過程で水素爆発が発生しても、20km地点で外部被曝0.028mSv、内部被曝1.3mSvで、屋内退避の目安より十分小さいと算定・判断された）。
また、2号機取水口付近のピットの亀裂から海に直接流出していた高濃度の放射能汚染水の問題について、止水措置としてピット周囲に水ガラスを注入。4月6日午前5時38分に流出の停止を確認した。

#### 8日
東芝が1 - 4号機の廃炉に向けた計画案を東京電力と経済産業省に提出
。

#### 9日
13時10分、2号機において、復水器から復水貯蔵タンクへの放射能汚染水移送が完了
。

#### 10日
9時30分、1号機において、復水器から復水貯蔵タンクへの放射能汚染水移送が完了。
17時40分、集中環境施設よりの放射能汚染水排出作業を停止。総排出量はこの時点で約9070トン。また、5号機および6号機のサブドレンピットからの排出は約1323トン。合計で10393トンとなり、海に排出された放射性物質は約
1500億ベクレルとされた。また、カメラを搭載し遠隔操作の可能な重機（建設機械。油圧ショベル、ブルドーザー、ダンプカー）13台が投入され、本格的な瓦礫の撤去作業が開始された。放射能に汚染された瓦礫を撤去できれば、作業員の被曝が軽減されるため、事故への対応作業がより進捗するものと期待される。そのほか、この日も放射性物質の飛散を防ぐための飛散防止剤の試験散布が行われた
。
更に15時59分から約30分間は、無人ヘリコプター、RQ-16 T-ホークを用いて1 - 4号機建屋を空撮。状況の把握に努めた
。

### 4月中旬

#### 11日
東京電力は午前、原子力発電所専用港内から放射性物質が漏れ出す事を防止するため、海中にシルトフェンスを設置

。
また、4月6日から行われている1号機原子炉格納容器内への窒素注入について、格納容器内の圧力が1.95気圧から上がらなくなっており、容器内から窒素が漏出している可能性があると報道された
。
コマツ、日立建機製の無人重機を投入し、原発敷地内の瓦礫処理を行う。

#### 12日
原子力安全・保安院は、本、「福島第一原子力発電所の事故・トラブル」について、国際原子力事象評価尺度の暫定評価値を、最高のレベル7、「深刻な事故」に引き上げたと発表した。ただし現時点までに環境に放出された放射線物質量は、同じレベル7のチェルノブイリ原子力発電所事故の1割程度であると主張している
。

#### 13日
日立製作所が1 - 4号機の廃炉に向けた計画案を東京電力と経済産業省に提出
。また、12日に採取した4号機の使用済燃料プールの水から、放射性物質が検出されたことを発表。炉内だけではなく使用済燃料プール内においても、冷却不全により燃料棒が損傷している可能性を認めた。

#### 14日
4月13日に採水された1号機、2号機のサブドレンの濃度が1桁上昇していることが発覚。

#### 15日
津波対策として1 - 3号機の注水ポンプ用分電盤などが高台に移設された。

#### 17日
東京電力はこの事故の収束への道筋 (ロードマップ)を発表した。ロードマップは放射線量が着実に減少へ向かうステップ1と放射性物質の放出が管理され放射線量が大幅に抑えられるステップ2に分けられ、ステップ1を3か月、ステップ2を3 - 6か月で達成することを目標としている。大枠としては
- 原子炉についてはステップ1で安定的な冷却、格納容器が破損している2号機の処置を目指し、ステップ2ではそれを維持・強化し冷温停止を目指す。
- 使用済燃料プールについては循環冷却システムの復旧などで安定的な冷却と水位の維持を目指す。
- 放射能汚染水については保管場所の確保と処理施設の設置、拡充を目指す。
- 大気・土壌の汚染に関しては、飛散防止剤の散布、瓦礫の撤去、原子炉建屋カバーの設置により対応する。

などとなっている。また原発では1号機、3号機において、米iRobotの無人原子力災害ロボット「PackBot」を使用した状況確認が実施された。

#### 18日
2号機において、原発災害用ロボット「PackBot」を使用した状況確認を実施。また、2号機電源トレンチ内に止水剤として17000リットルの水ガラスを注入。翌19日も7000リットルを注入。

#### 19日
懸案となっていた2号機タービン建屋トレンチ内の25000トンに及ぶ高濃度放射能汚染水のうち、10000トンについて、集中廃棄物処理施設へ移送が開始される。なお、原子力安全・保安院によれば、この時点で発電所全体の放射能汚染水は約70000トンとされている。

### 4月下旬

#### 21日
福島第一原子力発電所について、原子力災害対策特別措置法第20条第3項 に基づき、半径20km圏内が警戒区域に設定、翌22日0時00分をもって発動された。このため一部例外を除き法的に一般人の立ち入りが禁止されることとなる。一方、福島第二原子力発電所については、避難区域が半径10kmから8kmに縮小された。
また、東京電力は原子力安全・保安院に対し、4月1日から4月6日まで2号機取水口付近から海に流出していた放射能汚染水について、それに含まれる放射性物質の総量を約4700兆ベクレルと推定、報告した。

#### 22日
20km - 30km圏内の屋内退避指示が解除され、20km圏内を警戒区域、30km圏内を緊急時避難準備区域へ指定した。
また内閣総理大臣は福島県知事、浪江町長、川内村長、楢葉町長、南相馬市長、田村市長、葛尾村長、広野町長、いわき市長、飯舘村長、川俣町長に対し、計画的避難区域、および緊急時避難準備区域の設定がなされたことを通達。同時に避難もしくは屋内退避のための準備を行うよう指示した。
原発では3号機において燃料プール冷却剤浄化系を用いた淡水注入の試験が行われた。

#### 23日
12時30分、コンクリートポンプ車による4号機への放水を開始した。

#### 24日
12時25分、コンクリートポンプ車による4号機への放水を開始した。

#### 25日
10時12分から11時18分、仮設の電動ポンプによる2号機への淡水の注入を実行。また14時44分から17時38分にかけて、1,2号機と5,6号機の外部電源(高圧電源盤連系作)強化工事を実施。この作業によって1,2号機の仮設電源盤(6900V)を一時停止。これに伴い1号機への窒素封入作業が停止し、1号機から3号機までの圧力容器内への淡水注入用ポンプの電源が一時、仮設ディーゼル発電機によって賄われた。

#### 26日
12時25分から14時02分まで、仮設の電動ポンプによる3号機への淡水の注入を行った。13時30分、構内において放射性物質飛散防止剤の散布を本格的に開始。11時35分から13時24分まで、原発災害用ロボット「PackBot」による1号機原子炉建屋内の状況調査を行った。
また、3,4号機から1,2号機への電源切り替え作業に伴い、4号機および共用プールの電源盤(480V)が一時停止。

#### 27日
発電所に勤務する東京電力女性職員1名の2011年1月から3月の被曝実効線量が17.55mSvと、原子炉等規制法で定める限度である5mSv / 3か月 を超過していたことが発覚した。ただし健康への影響は見られていない。
なお、発電所では事故発生時の3月11日から23日までの間、19人の女性職員が勤務していたが、1名が超過、16名が線量限度内、2名が評価中と発表された。これに対して原子力安全・保安院は厳重注意の上で、5月2日までに放射線管理体制の検証や再発防止策の策定などを行う様指示した。
10時02分、原子炉内の燃料の冠水に適切な注水量を検討するため、注水量を約6m3/時から約14m3/時まで段階的に変動させる操作を開始。12時18分より、コンクリートポンプ車による4号機への放水を実行。
また、この日、福島県会津・南会津地方産の結球性葉菜類(キャベツなど)、福島県県南地方産のアブラナ科の花蕾類について出荷、摂取の制限が解除。および、栃木県産ホウレンソウの出荷制限も解除された。

#### 28日
原子力安全・保安院は、原子力安全委員会よりの指示を受け、各原子力事業者に対し、耐震設計の見直しや断層の再評価を行う等の指示を出した。
発電所では10時15分より、2号機について、燃料プール冷却浄化系から使用済燃料プールに淡水約43トンを注水。11時より17時まで、3号機タービン建屋東側約7500m3に放射性物質飛散防止剤を散布。12時18分から4号機に対して、淡水約85tを放水。

#### 29日
4月27日より注入量を約6m3 / 時から約10m3 / 時に増加して注入を行っていたが、4月29日10時14分に注入量を約6m3 / 時に戻した。10時30分から5号機原子炉建屋山側、旧事務本館前道路および体育館付近、約5800m2に放射性物質飛散防止剤を散布。
11時36分から午後2時5分まで、原発災害用ロボット「PackBot」による1号機原子炉建屋内の状況調査を行い、原子炉格納容器から有意な水漏れがないことを確認。

#### 30日
11時34分、3,4号機の電源強化工事が完了し、電圧が6600Vから66000Vに向上。
2号機タービン建屋内から集中廃棄物処理施設への高いレベルの放射性廃液の移送について設備点検等のため、4月29日9時16分より移送を一時中断していたが、14時05分、移送を再開した。
また、この日も4号機タービン建屋南側の約2000m2、旧事務所本館周辺法面、体育館付近および物揚場西側約5400m2に放射性物質飛散防止剤を散布。

### 5月上旬

#### 1日
13時35分より、2号機においてトレンチ立坑の閉塞作業を開始。また、6号機タービン建屋のたまり水約120m3を仮設タンクへ移送した。
屋外では前日に引き続き、4号機タービン建屋南側の約1000m2、旧事務所本館周辺法面、体育館付近および物揚場西側約4400m2に放射性物質飛散防止剤を散布。

#### 2日
この日は1,2号機の炉水注水ポンプへの警報設置、および、5,6号機への起動変圧器(5SB)の受電試験が行われ、また1号機において、原子炉建屋内の作業環境改善のため、局所排風機の設置作業を開始。2号機においては更に、燃料プール冷却浄化系から使用済燃料プールに淡水を約55トン注水。屋外では旧事務所本館前道路、体育館付近、物揚場西側計約5500m2に放射性物質飛散防止剤を散布(以後原則的に割愛)。
また、3月27日から行われていた5号機タービン建屋地下の溜まり水を復水器に移送する作業について、約600m3を完了。
三菱重工が有人の「放射線耐性大型特殊フォークリフト」1号機を瓦礫処理のために納入（2号機は同年5月20日納入）。

#### 3日
14時から17時にかけて、6号機タービン建屋内から仮設タンクへ溜まり水約114m3を移送。

#### 5日
5月2日より進めていた1号機原子炉建屋の局所排風機6台の設置が完了し、16時36分、運転を開始した。2また、4号機へはコンクリートポンプ車により淡水約270tを放水。また、午前11時頃に作業員1名が脚立より転落し、負傷。福島労災病院へ救急車で搬送されると言う事故が発生した。

#### 6日
午前10時1分、燃料域上部まで原子炉格納容器を水で満たすため、炉心注水量を6m3 / h から、 8m3 / h に変更。2号機では燃料プール冷却浄化系から使用済燃料プールに淡水約58tを注水。この日も4号機の使用済燃料プールに対し、淡水約180tの放水が実施された。

#### 7日
原子力災害現地対策本部は警戒区域内への住民の一時立入りについて、5月10日移行を目処に、5月下旬頃から順次実施していくなどと発表。3号機においては原子炉への注水用配管の工事などが行われ、6号機ではタービン建屋地下の溜まり水、約200m3を仮設タンクへ移送。また、4号機の使用済燃料プールへの淡水放水量は約120t。

#### 8日
原子力安全・保安院は東京電力に対し、1号機原子炉建屋開口部の開口について十分に注意を行うこと、作業員の被曝について適切に管理することなどを指示。20時08分、1号機では原子炉建屋の二重扉を貫通しているダクトを切断し、一部について開放された。
3号機で12時10分から14時10分まで、燃料プール冷却材浄化系を用いて使用済燃料プールに約60tの淡水を注入。また同じく3号機について、原子炉圧力容器への注水用配管の工事のため、復水器の水をタービン建屋地下へ移送する作業を開始(10日未明まで)。

#### 9日
4時17分、1号機において、原子炉建屋の二重扉を開放。更に16時30分、原子炉建屋の大物搬入口脇の扉を開放。東京電力によれば放射能の漏出などは見られず。5時10分には正圧ハウスを解体。
12時14分から15時にかけて、仮設の電動ポンプによる3号機への80tの注水を行った。また、12時39分から14時36分まで、ヒドラジン（腐食防止剤）0.5m2を注入した。14時からは6号機タービン建屋内から仮設タンクへ溜まり水の移送を開始。
さらに4号機について、使用済燃料プール底部の支持構造物の設置工事を開始した。
またこの日、福島県の一部で産出されたタケノコ、福島市、桑折町で産出されたクサソテツの出荷が制限された。

#### 10日
1号機では原子炉圧力容器の水位計に校正作業が行われ、6号機では10時から、タービン建屋地下の溜まり水を仮設タンクへ移送する作業が開始された。
本日は2号機に対し、13時09分から燃料プール冷却浄化系から56tの淡水注水と、ヒドラジンの注入が行われた。
英Qinetiqの原子力災害ロボット「タロン」、米ボブキャットの無人重機「ボブキャット」2台を投入。

### 5月中旬

#### 11日
外部電源である大熊線2号線が復旧。15時20分より、1，2号機の電源の一部がこれより受電を開始。1号機については圧力計の校正などが行われた。
6号機については、タービン建屋地下の溜まり水(約120m3を仮設タンクへ、原子炉建屋地下の溜まり水(約10m3)を6号機廃棄物処理建屋へ移送。
また、12時30分頃から夕方にかけて、3号機取水口付近の立坑への水の流入、さらにそれが海に流出していることを確認。しかし18時45分には、コンクリートの打設などにより流出は停止した。
農作物については、福島県会津地方において産出された非結球性葉菜類、県北・県南地方の結球性葉菜類、県中地方のアブラナ科の花蕾類の出荷・摂取制限が解除された。

#### 12日
午後0時20分、3・4号機の電源強化のため、4号機用および使用済燃料共用プール用の480ボルト電源盤受電側を大熊線3号から東北電力66キロボルト東電原子力線に切り替えた。
同日、東京電力は、核燃料を冷却するための注水が続いている1号機の原子炉の状況について、圧力容器の底部に直径数センチ程度の穴に相当する損傷を生じ、水が漏れていると発表した。圧力容器の損傷規模は、累積注水量と貯水量との比較などからの推定（この推定根拠には圧力容器の容積なども含まれる）。「東京電力は、漏洩水がタービン建屋や廃棄物処理建屋などにたまっている可能性もあるとみて、確認を急ぐ」と報じられた。
同日、1号機の炉心の状態について、東京電力は「燃料が形状を維持せず、圧力容器下部に崩れ落ちた状態」と説明し、原子力安全・保安院は「圧力容器内の水位が正しいとすれば、燃料の一定部分は溶けて下にたまっている可能性が高い」との見解を示した。核燃料の溶融した割合や程度については、東京電力は、わからないといっている。ただし、圧力容器下部の表面温度は100 - 120℃に保たれているため、東京電力は「燃料は（水に浸かって）冷却できている」としている。原子力安全・保安院も、「（燃料の）一定部分は溶けて下にあり、（水で）うまく冷やされている」との見解を示している。
同日、1号機の燃料棒溶融について、原子力技術協会の石川迪夫最高顧問が「冷やされているので再臨界などの可能性はない」としながら「燃料棒が溶け落ちたという点では、米国のスリーマイル島原発事故と同じ状況だ。圧力容器の内部は非常に高温で、溶けた燃料棒は圧力容器の下部でラグビーボールのような形状に変形しているのではないか」とみていると、報じられた。
同日、枝野幸男官房長官は、記者会見で「原子炉の状態について再度調査する必要がある」と述べた。
同日、1号機の冠水（水棺）作業について、原子力安全・保安院は「（核燃料の本来の）頂部まで水で満たすのは考えにくい」との見方を示した。また、注水量の増加を検討するとともに、冷却水の循環システム構築についても見直しを進めるとの報道もなされた。
スウェーデン・ブロック社の原発災害用ロボ「ブロック90」を瓦礫処理のために投入（「ブロック330」は5月末投入）。

#### 14日
午前6時50分頃、集中廃棄物処理施設で機材の運搬作業に従事していた、60代の男性が体調不良を訴え、同日午前9時33分に死亡が確認された。東日本大震災に伴う当事故の収束作業中においては、初めての死者（地震や津波自体による死者は除く）。東京電力などによると、死亡したのは協力企業の下請け作業員であり、一緒に作業に従事していたもう1人の作業員には体調異常はないという。また、死亡した男性の被ばく線量は0.17mSvであり、放射性物質の付着はなかった。男性が搬送された病院（福島県いわき市内）の救命救急センターの医師は取材に「死因は心筋梗塞の可能性が高く、放射線の影響は考えにくい」と説明した。なお、東京電力によると、死亡した男性作業員は、免震重要棟に設置されている医務室に運び込まれた時点（午前7時過ぎ）で既に意識や呼吸がなく、東京電力社員の「医療班」 から受けた応急手当てでは対応できなかった。
同日、東京電力は、死亡した男性作業員が、福島第一原子力発電所敷地内の免震重要棟にある医務室に運び込まれた時点（同日午前7時過ぎ）において、医務室には医師が不在だったことを明らかにした。その理由について、東京電力は、同日（5月14日）時点において「常勤の医師はおらず、勤務できる日に駐在をお願いしていた」と説明していた とされたが、同日（5月14日）の記者会見において、福島第一原子力発電所においては医師の被曝が懸念されることから、医師1人を午前10時 - 午後4時の6時間のみの配置にしていたと説明したと、読売新聞は報じた。なお、東京電力は、5月4日に、事故収束に従事する作業員がおかれている在住環境の改善策として、レトルト食品が中心だった食事を弁当中心に変えることやシャワーの設置、産業医の常駐、などを発表し、あわせて、福島第一原子力発電所、福島第二原子力発電所の作業員がベッドで寝泊まりできる仮設寮の建設も決まっている（5月14日現在、福島第一原子力発電所の作業員は、同発電所敷地内にある免震重要棟に宿泊している）。
同日、東京電力と双葉地方広域市町村圏組合消防本部は、死亡した男性作業員に対する「医療班」による応急手当て後の救急搬送および医療処置について、以下のように実施したと報じられた（救急隊員の安全確保のため、福島県災害対策本部と双葉地方広域市町村圏組合消防本部および東京電力の3者取り決めにより、福島第一原発からの緊急搬送は「Jヴィレッジ」で受け渡す事になっていることによる対応）。
- 午前7時35分頃、業務用車両にて福島第一原子力発電所を出発、約20km南（警戒区域（半径20km）の圏外）にある「Jヴィレッジ」への搬送を開始。
- 午前8時10分頃、「Jヴィレッジ」へ到着。常駐医師による心臓マッサージを施したが回復せず。
- 午前8時35分頃、「Jヴィレッジ」から救急車による搬送を開始。
- 午前9時7分、搬送先のいわき市立総合磐城共立病院に到着（毎日新聞は、福島第一原子力発電所からの距離を約45kmと報じている）。
- 午前9時33分、搬送先にて死亡を確認。

同日、原子力安全・保安院は、1号機の原子炉建屋地下に深さ4mを超えるとみられる大量の水がたまっているのが見つかったと、発表した。東京電力によると、滞留量は最大で3,000t程度 に達する可能性がある。東京電力は、燃料溶融で穴が開いた原子炉圧力容器から炉心への注水が漏れ、この漏水が格納容器やその一部の圧力抑制プールから、配管の貫通部などを通じて流れ出た可能性が高いとして、流出経路や放射線量などを調査することにした。
同日、東京電力は、1号機に新たに構築する循環型の原子炉冷却システムに用いる冷却水源を、格納容器からではなく1号機の原子炉建屋地下のたまり水を直接吸い上げて得る検討も始めた。ただし、原子炉建屋地下のたまり水がメルトダウン（全炉心溶融）が起きたとみられる炉心由来の水であった場合には、高い放射線線量に対応するための処理が必要となり、ロードマップ（工程表）の遂行 に影響する可能性がある。また、遠隔操作のロボットによる測定で、放射線量がこれまでで最も高い毎時2,000mSvの場所が、原子炉建屋1階の、原子炉につながる配管 の近くで確認された。1号機の原子炉建屋には、他にも高い放射線量を検出する場所があるため、原子炉冷却システムの構築の妨げにある恐れがあると、報じられている。
同日、東京電力は、2号機および3号機の圧力容器についても、1号機と同様に想定より水位が低い可能性を認め、「最悪の場合は同様の（メルトダウンの）ケースが想定されるが、現時点ではどこまで損傷が進んでいるかはまだよく分かっていない」と説明した。

#### 15日
5時20分、かねてより改装工事中であったメガフロートが新横浜を出港した。
原子力安全・保安院は、発電所に約7万トン弱滞留しているとみられる高濃度放射性排水について、東京電力から報告書が提出されたと発表。3号機タービン建屋の滞留水についてもプロセス主建屋、高温焼却炉建屋に移送するとしたことについて、代替的な手段が存在せず、やむを得ない措置であると評価、リスクについても許容できるものであるとし、確実な安全対策を行う旨等を指導した。また東京電力は、凝集沈殿法、イオン交換法によって水処理システムを構築するとしている。

#### 20日
3月に起きた事故の状況を鑑み、1～4号機について廃止措置を進めること、及び建設計画を進めていた7、8号機について計画を中止することが取締役会で決定した。佐藤雄平知事は「当然の結論」とのコメントを出した。大熊町の渡辺利綱町長はやむを得ないとしながらも「雇用の確保で原発が果たしてきた役割は大きく、長期的な町づくりに影響が出ることは間違いない」と述べ、浪江町の馬場有町長は住民感情を理由として5、6号機の廃炉も提言している（詳細は福島第一原子力発電所7、8号機の増設計画の経緯を参照）。
東芝製で一旦廃棄処分になった国産の原子力災害ロボット「SMERT-M」が、事故後に急遽ガンマ線カメラを搭載して、福島第一原発1号機原子炉建屋に投入された。

### 6月中旬

#### 13日
循環型海水浄化装置が本格稼働開始する。

#### 16日
4号機において、使用済み燃料プールの冷却のため、代替注水ラインによる淡水注水を実施する。

### 6月下旬

#### 24日
国産の原子力災害ロボット『クインス（Quince）』が投入された。

#### 28日
1号機において、原子炉建屋カバーの本体工事を開始する。
2号機において、窒素封入を開始する。

### 7月中旬

#### 12日
3号機において、窒素封入配管接続作業が完了する。

#### 14日
3号機において、窒素封入を開始する。

### 7月下旬

#### 30日
4号機の使用済み燃料プール底部の支持構造物設置工事が完了する。

#### 31日
4号機の使用済み燃料プールについて、代替注水手段による淡水注入から熱交換器による循環冷却へ切り替えられる。

### 8月上旬

#### 1日
東京電力は、福島第一原子力発電所1・2号機の原子炉建屋の間にある屋外の排気筒の表面で、事故後最高の10Sv/h以上の放射線量が測定されたと発表した。(計測器の測定値表示上限は10Sv/h)

#### 2日
東京電力は、福島第一原子力発電所1・2号機の原子炉建屋の西側にある排気塔下部の配管付近でも同様に10Sv/hを超える強い放射線が測定されたことを明らかにした。測定日は7月31日、がれきの撤去をした後の線量を確認するため、ガンマカメラと呼ばれる、空間の放射線の強弱を判定する機器で測定した結果である。なお計測器は測定値表示の上限が10Sv/hのものであったことから、10Sv/h以上の可能性もあると見ている。

#### 10日
1号機の使用済み燃料プールについて、代替注水手段による淡水注入から熱交換器による循環冷却へ切り替えられ、全ての燃料プールで循環冷却が稼働したことになった。

### 8月下旬

#### 30日
東京電力は30日、福島第一原発事故の収束作業に従事した40代の男性が、急性白血病で死亡したと発表した。同原発での被曝放射線量は累計で0.5ミリシーベルトで、東京電力は「収束作業との因果関係はない」としている。

### 9月下旬

#### 21日
台風15号が接近し、汚染水の水位が44cm上昇した。

#### 23日
国産原発災害用ロボ「JAEA-3号」（日立・神戸製鋼製「RESQ-A」を改良した、屋内ガンマ線可視化計測等用ロボット）が2号機原子炉建屋に投入された。

### 11月上旬

#### 1日
福島第一原子力発電所の緊急作業における被曝線量について、特例の省令で250ミリシーベルトに引き上げた限度 を、一部の作業員を除いて本来の100ミリシーベルトに戻す。

#### 5日
東京電力は、福島第一原子力発電所の3号機原子炉建屋内の瓦礫などを撤去した際に、1時間あたり620ミリシーベルトの高放射線量の場所が見つかったと発表した。

### 11月下旬

#### 30日
福島県の佐藤雄平知事は、福島第一原発事故の影響で県内にある原子炉10基全部を廃炉にする考えを表明した。

### 12月中旬

#### 16日
内閣総理大臣野田佳彦により、冷温停止状態が宣言される。
福島第一原子力発電所の緊急作業における被曝線量について、後任者確保が容易でない高度技術保持者を除き、通常の限度量へ戻す。

### 12月下旬

#### 21日
福島第一原子力発電所1 - 4号機のメルトダウンによって溶け落ちた燃料を回収したうえで、原子炉を解体する作業を最長で40年かけて行う廃炉に向けた工程表が、発表された。
新たな工程表では、使用済み燃料プールにある核燃料は2年以内にまず4号機で取り出し、メルトダウンを起こした1号機から3号機の核燃料は、格納容器を修理してから中を水で満たし、25年後までに回収するとして、原子炉や建物の解体を進めて廃炉のすべての作業を、最長で40年かけて終えることを目指している。
細野豪志原発事故担当大臣は「新たな工程表では、最長で40年という期間を見込んでいるが、必要な研究開発を前倒しして、可能なかぎり早く、廃炉作業を終えたい」と話している。
国と東京電力がまとめた廃炉の工程表について、東京電力の相澤善吾原子力立地・本部長は「原子炉から溶け落ちた燃料の取り出しは、本当に難しいと思う。
また、そこに至るまでに難しいのは、格納容器から漏れている水を止める作業だと思う。高い放射線量の中で水が漏れている場所を見つけて止水しないといけない。またそのあとの燃料の取り出しも、ロボットがなくては実現できず、取り出し方についても今後の技術開発に大きく左右される」という見解を示した。

## 2012年

### 2月

#### 8日
2号機建屋の横の汚染水タンク付近から放射能に汚染された水が漏れ、周囲の地面に吸収された。量は不明で、濃度はCs134が0.34Bq/cm3、Cs137が0.52Bq/cm3。

#### 25日
汚染水処理施設内で、10リットルの放射能に汚染された水が漏れた。装置の周囲に留まり、施設外には漏れていないという。放射性Csの濃度は0.31MBq/l。

#### 27日
国産の原子力災害ロボット『クインス（Quince）』1号を改良型したクインス2号と3号の2台が追加投入され、2号機原子炉建屋内部を撮影した。

### 3月

#### 26日
淡水化処理施設とタンクを結ぶホースの継ぎ目から汚染水が漏れ、推定120トンが近くの排水溝に流れ込み、80リットル程が海に流出した。放射性Csの濃度は10kBq/l。放射性Sr等のβ線放射核種の総量は0.14MBq。

#### 27日
2号機格納容器内の放射線量が最高72･9シーベルトと判明。これは格納容器の底から4メートルの高さでの測定であるため、まだ低いのではないかとの報道。

### 4月

#### 5日
3月26日の漏洩に近い場所で同様にホースの継ぎ目から汚染水が漏れ、推定12トンが近くの排水溝に流れ込み、一部が海に流出と見られる。放射性物質の濃度等は3月26日のものと同程度と見られている。

#### 19日
福島第一原子力発電所の1号機-4号機は、2012年4月19日の24時に電気事業法上、法的で廃止された。しかし、核原料物質、核燃料物質及び原子炉の規制に関する法律に基づく廃止措置は、使用済み核燃料の除去が必要であるため、見通しは立っていない。これで福島第一原子力発電所1-4号機が廃止されたため、日本の原子力発電所は、54基から50基に減少した。

### 5月

#### 1日
福島第一原子力発電所の緊急作業における被曝線量について、通常の限度量へ戻す。

#### 5日
福島第一原子力発電所事故による影響で原発の再稼働がされなかったため、最後まで稼働していた、北海道電力泊発電所の3号機が発電を停止した。これに伴い42年ぶりに日本国内の原子力発電所の稼働基数がゼロになった（大飯発電所3号機が運転再開された2012年7月5日までの2ヶ月間）。

### 7月

#### 18日
40年ともされる福島第一原発の廃炉作業の最初の工程として、2013年12月から燃料が本格的に取り出される計画であるが、これに先立ち、7月18日午前中から4号機の使用済み核燃料プールに保管されている使用前燃料204体のうちの1体を試験的に取り出した。

#### 19日
前日に続き福島第一原子力4号機の使用済み核燃料プールから、使用前燃料の2体目を取り出した。今後の廃炉作業に向けて、水素爆発によるがれきが散乱した使用済み核燃料プールの中から、燃料を取り出す方法や手順を検討することにしているが、事故を起こした原発での廃炉作業は国内では初めてで、計画したとおり進むかは未定である。

## 2013年

### 9月

#### 2日
大飯発電所3号機が定期検査期限切れで運転中止。以降新基準策定後の2015年8月11日の川内原子力発電所1号機再稼働まで、再び原発ゼロとなる。

## 2014年

### 12月

#### 20日
4号機の使用済み核燃料プールに残っていた燃料棒が全て除去された。

## 2015年

### 4月

#### 10日
1号機の格納容器内に国際廃炉研究開発機構の開発による調査ロボットを投入し、内部の状況の調査と核燃料の探索を行う。しかし、途上で操作不能となり、状況調査については2/3程度を経たものの、核燃料の探索は果たされなかった。

### 8月

#### 2日
3号機の使用済み核燃料プールに水素爆発の衝撃で落下した重さ約20トンの大型がれきとなった燃料交換機を2台の専用仕様のフック付きクレーンを遠隔操作し撤去し、建屋の外に降ろした。撤去作業中の再落下など失敗による放射線量増大や拡散の可能性を考慮し、安全のためこの撤去作業以外の発電所内のすべての構内の作業は当日中止され、現場から離れた。

#### 11日
九州電力川内原子力発電所1号機（三菱重工業製PWR、電気出力89万kW）が制御棒を運転位置とし再稼働に入った。2012年の原子力基本法改正後、初となる。

#### 31日
国際原子力機関は事故の最終報告書を発表した。日本では原発は絶対安全であるとの思い込みがあったことにより大事故につながったと批判し、各国に安全第一の文化をもつ重要性を強調している。日本の電力事業者間ではこの規模の事故はあり得ないとの思い込み、政府規制当局も責任と権限も不明確で疑問を持たなかったなど問題点を列挙した。長時間にわたり電力供給が停止することなどを想定外としていたことが事故の主な要因と挙げている。

### 10月

#### 1日
原子力施設情報公開ライブラリー「ニューシア」 が発足、国内の原子力施設の情報を逐一統合公開するとした。しかし、各イベントが時系列順に羅列され、個々の施設の現状は返って解りにくくなった。このため、ニューシアに情報公開を完全に任せているのは九州電力のみで、それ以外の各社は従来通り自社サイトでの状況公開を継続している。